# Diabetes
Diabetes est une revue scientifique mensuelle à comité de lecture spécialisée en biologie dans le domaine de l'endocrinologie et plus particulièrement du diabète.
D'après le Journal Citation Reports, le facteur d'impact de ce journal était de 8,095 en 2014. L'actuel directeur de publication est K. Sreekumaran Nair.